# Loara
Loara (pronunțat/lwaʁ/, franceză Loire) este cel mai lung râu din Franța având peste 1000 km  și un bazin de peste 117.000 km², mai mult de o cincime din țară. Valea Loarei, care a fost înscrisă în anul 2000 pe lista locurilor din patrimoniul mondial UNESCO desemnează partea situată între localitățile Sully-sur-Loire și Saint-Florent-le-Vieil. Constituie un loc excepțional datorită diversității biologice, ca și pentru bogăția istorică și culturală (parcuri, castele și orașe).

## Originea numelui
Numele Loara provine din Limba latină, fiind numită de romani Liger, care este la rândul său transcrierea denumirii native galice a numelui fluviului. Denumirea galică provine din cuvântul galic liga, ce înseamnă „sediment, depunere, aluviune”, și este și sursa cuvântului francez lie, care la rândul lui este sursa cuvântului englez lees ambele cu sensul de depunere. 
În limba franceză un adjectiv derivat din denumirea fluviului este ligérien, ca de exemplu în le climat ligérien („climatul Văii Loarei”), un climat considerat ca fiind cel mai plăcut din partea nordică a Franței, cu ierni mai calde și în general extreme de temperatură mai reduse față de climatul continental mediu.

## Geografie
Fluviul izvorăște din Masivul Central în partea sa de nord-est, curge spre nord prin regiunile Roanne și Nevers până la Orléans și apoi cotește spre vest prin Tours și se varsă în Oceanul Atlantic la Saint-Nazaire. Iregularitățile fluviului au determinat deseori în inundații serioase, în special în 1856, 1866 și 1910.
Spre deosebire de cele mai multe fluvii din vestul Europei, pe Loara sunt foarte puține baraje sau ecluze care să creeze obstacole în calea curgerii naturale a apei. Barajul Villerest, construit în 1985 câțiva kilometri la sud de Roanne, a jucat un rol important în prevenirea inundațiilor în perioada recentă. 

### Afluenți
- Loiret
- Beuvron
- Choisille
- Cher
- Indre
- Vienne
- Thouet
- Maine
  - Mayenne
  - Sarthe
  - Loir
- Aubance
- Authion
- Erdre
- Layon
- Mauves
- Aubois
- Allier
- Nièvre
- Vauvise
- Bresme
- Cisse
  - Ramberge
  - Brenne

### Locuri traversate

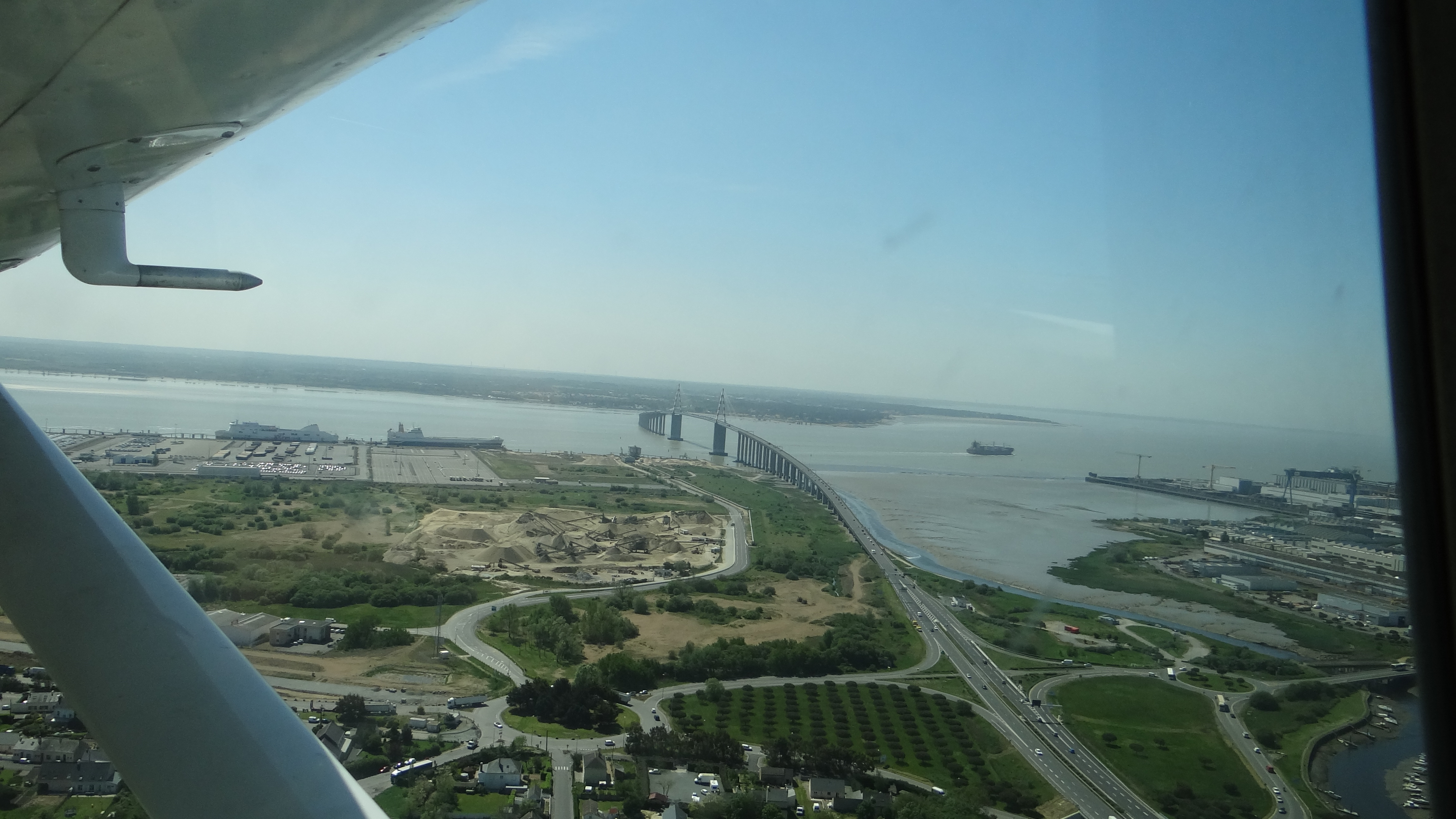
Fluviul Loara la Saint-Nazaire

Câteva departamente franceze au fost numite după Loara, care curge prin următoarele departamente și orașe: 
- Ardèche
- Haute-Loire: Le Puy-en-Velay
- Loire: Feurs, Roanne
- Saône-et-Loire: Digoin
- Allier
- Nièvre: Nevers
- Cher: Sancerre
- Loiret: Gien, Orléans
- Loir-et-Cher: Blois
- Indre-et-Loire: Amboise, Tours
- Maine-et-Loire: Montsoreau, Saumur
- Loire-Atlantique: Ancenis, Nantes, Saint-Nazaire

De asemenea râul trece prin următoarele regiuni:
- Ron-Alpi
- Auvergne
- Bourgogne
- Centru
- Pays de la Loire